# Nermin Abadan-Unat
Nermin Abadan-Unat (* 18. září 1921, Vídeň) je německo-turecká socioložka.

## Životopis
Je dcerou Němce a Turkyně. V období 1953 až 1989 působila na fakultě politických věd na ankarské univerzitě, kde vyučovala politickou sociologii. Hostovala na několika zahraničních univerzitách. Od roku 1978 je členkou senátu (jmenovaná prezidentem).
Při své vědecké činnosti se zabývá migrací Turků do Německa – sepsala na toto téma řadu prací, které byly přeloženy do dalších jazyků. Za své aktivity byla oceněna německým spolkovým křížem za zásluhy.

## Dílo (výběr)
- Die Frau in der türkischen Gesellschaft, Frankfurt am Main: Dağyeli, 1985.
- Türkische Migration 1960 - 1984, Frankfurt am Main: Dağyeli, 1992.
- Phönix aus der Asche. Memoiren einer türkischen Akademikerin, Literaturca, Frankfurt am Main 2004, ISBN 978-3935535090
- Migration ohne Ende, Berlín: Ed. Parabolis, 2005.